# 蓝星诗社
藍星詩社創立於1954年3月，由夏菁、鄧禹平、覃子豪等人發起，是為了與紀弦《現代詩》所倡「橫的移植」、「知性之強調」相抗衡，:26, 32唯一無組織、傾向抒情的台灣文學現代詩團體，主張「追求循序漸進的沉穩與進步，不與時代脫節、不寫陳舊的詩、也不寫幻想的詩，而要求表現與創造現實生活的內容。」代表詩人有覃子豪、余光中、羅門、蓉子、夐虹、向明等。
繼承新月派優美的抒情詩風，感性與知性兼糅。
詩社發行刊物型態眾多，第一份刊物為1954年6月借《公論報》版面出刊的《藍星週刊》，後續有《藍星宜蘭分版》、《藍星詩選》、《藍星詩頁》等共計十種刊物。
50年代，藍星詩社曾數次參與現代詩論戰，如與紀弦現代派之間的「現代主義論戰」、和蘇雪林的「象徵主義論戰」以及與作家言曦「新詩閒話論戰」。

## 成立背景
1950年代初期，在國府的反共與戰鬥文藝政策、以及紀弦發行主導的《現代詩》倡議主知、排斥抒情的氛圍影響下，夏菁、鄧禹平、覃子豪、鍾鼎文、余光中於1954年3月成立藍星詩社，以純正詩藝與抒情取向為主，唯一沒有社長、社規或教條的沙龍式自由詩社，亦是針對現代派紀弦所主張「橫的移植」、「知性之強調」的反動。:26, 32陸續加入的成員有蓉子、羅門、黃用、吳望堯、向明、阮囊、張健、敻虹、周夢蝶、方莘、曹介直、商略、王憲陽等:59。

## 文學活動
藍星詩社發行的刊物共有十種型態、跨越53個年頭。1954年6月借《公論報》版面出版第一份刊物《藍星週刊》:17，後有宜蘭青年月刊社發行的《藍星宜蘭分版》，以及《藍星詩選》、《藍星詩頁》、《藍星季刊》、《藍星年刊》、《藍星詩學》等。除了期刊，也出版《藍星詩叢》、《藍星叢書》。
詩社早期辦理數次週年或詩刊滿期紀念會，如《藍星週刊》百期紀念、《藍星週刊》200期紀念的作者聯誼會，《藍星詩頁》亦可見到每週年慶幾乎有紀念或慶祝活動，聯繫作者與讀者間的感情:41。
詩社成員曾參與50年代現代詩論戰：首先是覃子豪在1957年8月《藍星詩選》提出六項原則，質疑並回應紀弦現代派的「六大信條」，自此雙方撰文往來交鋒的「現代主義論戰」；第二次是蘇雪林與覃子豪以《自由青年》為論戰場域的「象徵主義論戰」；第三次是作家言曦和以藍星詩人余光中為應戰主力，各在《中央日報》及《文星》回應討論的「新詩閒話論戰」。:57

## 刊物與主編一覽
藍星詩社發行的刊物如後:21-22：
| 詩刊名稱           | 起訖年月                              | 出版期數 | 主編 | 形式與備註                                                    |
| 藍星週刊           | 1954.06.17-1958.08.29                 | 211期    | 覃子豪（1-160期） 余光中（161-211期）                                                                             | 週刊，《公論報》報紙半版版面                                  |
| 藍星宜蘭分版       | 1957.01-07                            | 7期      | 朱家駿 （朱橋）（1957.01） 覃子豪（1957.02-07）                                                                   | 月刊，16開，每期8頁                                           |
| 藍星詩選           | 獅子星座號1957.08- 天鵝星座號 1957.10 | 2期      | 覃子豪 | 20開本，每期48頁                                              |
| 藍星詩頁           | 1958.12-1965.06                       | 1-63期   | 夏菁（1-12期） 覃子豪（13期） 黃用（14期） 余光中（15-27期、46期-57期） 羅門、蓉子（28-45期） 王憲陽（第58-63期） | 詩頁，月刊，40開褶頁                                          |
| 藍星季刊           | 1961.06-1962.11                       | 4期      | 覃子豪 | 半年刊，20開本                                                |
| 藍星年刊           | 1964、1971                            | 2期      | 羅門、蓉子 | 20開本                                                        |
| 藍星季刊復刊號     | 1974.12-1983.10                       | 17期     | 張健（1-4期） 向明（5-8期） 向明、敻虹（9-10期） 方莘（11期） 羅門（12-14期） 羅智成（15期） 王憲陽（16-17期）    | 季刊，25開本，成文出版社（1-11期）、林白出版社（12-17期）贊助 |
| 藍星詩頁復刊號     | 1982.10-1984.06                       | 64-73期  | 向明 | 雙月刊，40開褶頁                                              |
| 藍星詩刊           | 1984.10-1992.07                       | 32期     | 羅門（第1期） 向明（2-32期）                                                                                      | 季刊，25開本，九歌出版社贊助                                  |
| 淡藍為美：藍星詩學 | 1999.03-2007.12                       | 1-24期   | 趙衛民 | 25開本，淡江大學中文系發行                                    |